# 圣茹昂德盖雷
圣茹昂德盖雷（法語：Saint-Jouan-des-Guérets，法語發音：[sɛ̃ ʒwɑ̃ de ɡeʁɛ]）是法国伊勒-维莱讷省的一个市镇，属于圣马洛区。

## 地名
缩合冠词“des”发音为[de]，在《法汉译音表》中对应“代”字，但其仅在“圣莫代福塞”（Saint-Maur-des-Fossés）等少数地名中译作“代”，《世界地名翻译大辞典》、《世界地名译名词典》和《法国地图册》等主流地名译名类书籍资料中多译作“德”。

## 地理
圣茹昂德盖雷（48°35'55"N, 1°58'23"W）面积9.24 平方千米，位于法国布列塔尼大區伊勒-维莱讷省，该省份为法国西北部沿海省份，位于布列塔尼半岛东部，北濒大西洋，西接阿摩尔滨海省和莫尔比昂省，南至大西洋卢瓦尔省，西南端接曼恩-卢瓦尔省，东临马耶讷省，东北与芒什省接壤。
与圣茹昂德盖雷接壤的市镇（或旧市镇、城区）包括：圣叙利亚克、圣马洛、圣梅卢瓦德松德、圣佩尔马克昂普莱。
圣茹昂德盖雷的时区为UTC+01:00、UTC+02:00（夏令时）。

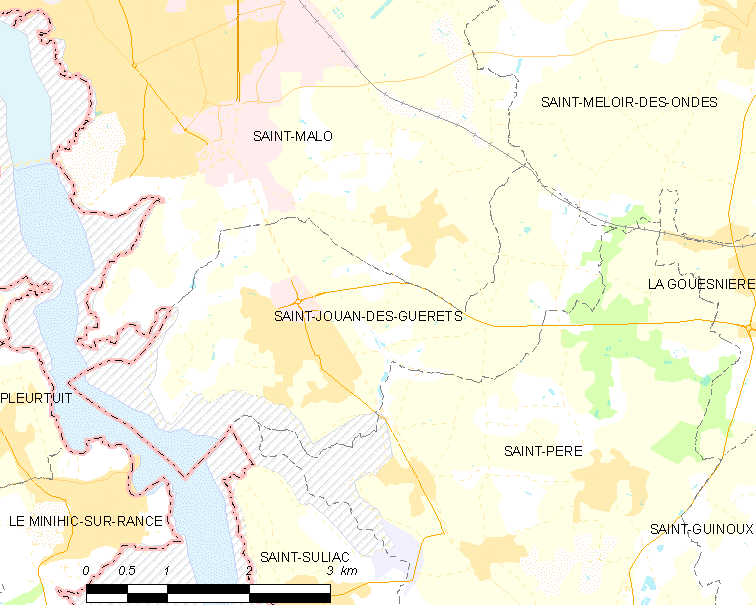
圣茹昂德盖雷的OSM定位图

## 行政
圣茹昂德盖雷的邮政编码为35430，INSEE市镇编码为35284。

## 政治
圣茹昂德盖雷所属的省级选区为圣马洛第二县。

## 人口

1962-2008年间圣茹昂德盖雷人口变化图示

圣茹昂德盖雷于2022年1月1日时的人口数量为2816人。